# 長野県幼稚園の廃園一覧
長野県幼稚園の廃園一覧（ながのけんようちえんのはいえんいちらん）は、長野県内の廃園となった幼稚園の一覧。対象となるのは、学制改革（1947年）以降に廃園となった幼稚園、及び分園である。園名は廃園当時のもの。廃園時に幼稚園（分園）が所在していた自治体がその後、合併により消滅している場合は、現行の自治体に含む。その他、現在休園中の県内の幼稚園や分園も事実上廃園となっているものが多いため、参考として本項に記載する。
（）内は、廃園になった年（もしくは、休園の措置が取られた年）、統合先の幼稚園など。明確な月日が記載されていないものは、3月31日付の廃園とする。

## 長野市
- 長野西高幼稚園（1998年）
- 長野中央幼稚園（2002年）
- 若穂幼稚園〈旧〉（2007年認定こども園若穂幼稚園〈新〉へ移行）[1]
- 中条村立中条幼稚園（2009年長野市立なかじょう保育園新設のため廃園）
- 浅川学園ひかり幼稚園（2015年認定こども園ひかり園へ移行）[2]
- 長野県短期大学付属幼稚園（2017年）[3]
- 長野うずら幼稚園（2017年休園[4]、2022年廃園[5]）

## 松本市
- なぎさ幼稚園（2016年11月休園、2018年認定なぎさこども園へ移行）[6]
- 松本中央幼稚園〈旧〉（2020年幼稚園型認定こども園松本中央幼稚園〈新〉へ移行）[7]

## 上田市
- 常田幼稚園（1974年）[8]
- 上田市立わかくさ幼稚園（2019年）[9]
- 西望幼稚園（2021年休園）[10]

## 岡谷市
- 岡谷たちばな幼稚園（2017年休園[4]、2024年廃園[11]）

## 飯田市
- 勅使河原幼稚園（2008年認定こども園勅使河原学園へ移行）[12]
- 飯田ルーテル幼稚園〈旧〉（2022年幼保連携型認定こども園飯田ルーテル幼稚園〈新〉へ移行）[13]
- 飯田市立鼎幼稚園（2017年鼎東保育園と統合し鼎あかり保育園へ）[14]

## 須坂市
- 小百合幼稚園（1961年）
- 須坂マリア幼稚園（2014年マリアこども園へ移行）[15]
- 旭ヶ丘幼稚園（2017年休園[4]、2020年廃園[16]）
- 須坂双葉幼稚園〈旧〉（2018年幼稚園型認定こども園須坂双葉幼稚園〈新〉へ移行）[17]
- 豊幼稚園（2022年休園）[18]

## 大町市
- こまくさ幼稚園〈旧〉（2015年認定こども園こまくさ幼稚園〈新〉へ移行）[19]
- りんどう幼稚園〈旧〉（2020年[16]幼保連携型認定こども園りんどう幼稚園〈新〉[20]へ移行）

## 佐久市
- 光徳学園浅科幼稚園〈旧〉（2020年[16]幼保連携型認定こども園光徳学園浅科幼稚園〈新〉[21]へ移行）

## 千曲市
- 望記念幼稚園
- 稲荷山幼稚園（2017年幼保連携型認定こども園稲荷山くるみこども園へ移行）[22]

## 安曇野市
- 豊科幼稚園（2016年10月）[23]

## 木曽郡
- 木曽町立木曽幼稚園（2022年きそふくしま保育園と統合し木曽こども園へ）[24]

## 上高井郡
- 小布施町立栗ガ丘幼稚園〈旧〉（2016年小布施町立認定こども園栗ケ丘幼稚園〈新〉へ移行）[注釈 1]